# 라이프니츠 하노버 대학교
라이프니츠 하노버대학교(Gottfried Wilhelm Leibniz University Hannover, 독일어: Gottfried Wilhelm Leibniz Universität)는 하노버 대학교로도 알려진 공립 연구 대학이다. 독일 하노버에 있다. 1831년 5월 2일에 하이어 보케이셔널 스쿨(Higher Vocational School)이라는 교명으로 설립된 이 대학은 6번의 이름 변경 기간을 거쳤으며 가장 최근에는 2006년에 변경되었다.
라이프니츠 하노버대학교는 독일의 9개 주요 공과대학 협회인 TU9의 회원이다. 또한 유럽 최고의 공학 대학의 비영리 협회인 고급 공학 교육 및 연구를 위한 유럽 학교 회의의 회원이기도 하다. 이 대학은 세계 최대의 과학 기술 도서관인 독일 국립 과학 기술 도서관을 후원한다.